# Oslinaja škura
Oslinaja škura (Ослиная шкура) è un film del 1982 diretto da Nadežda Nikolaevna Koševerova.

## Trama
Il film racconta la principessa Teresa, scappata da sotto la navata dal povero principe Jacques e ora subisce ogni tipo di umiliazione e si nasconde dalla polizia.